# Мустафа Емірбаєр
Мустафа Емірбаєр (англ. Mustafa Emirbayer) — американський соціолог і професор соціології в Університеті Вісконсин-Медісон. Він відомий своїм теоретичним внеском в аналіз соціальних мереж і є «одним з найгучніших прихильників реляційного підходу в соціальних науках». У 2009 році він отримав премію імені Льюїса Козера від Американської соціологічної асоціації за теоретичне визначення порядку денного.

## Кар'єра
Емірбаєр народився в Детройті, штат Мічиган, у родині турецького та кримськотатарського походження. Частину дитинства він провів у Санта-Барбарі, штат Каліфорнія, а шкільні роки — у Мехіко, штат Мексика. Він навчався в Каліфорнійському університеті у Девісі та у 1980 році отримав ступінь бакалавра психології (з додатковими спеціалізаціями з англійської мови та історії). Спочатку він вступив до магістратури з психології в Мічиганському університеті, де спочатку проходив курсову роботу у соціолога Чарльза Тіллі. Невдовзі він зрозумів, що хоче вивчати соціологію, оскільки вважав, що на той час психологія нехтувала культурою, інституціями та історією. Емірбаєр продовжив навчання та отримав ступінь магістра 1985 року та ступінь доктора філософії 1989 року в Гарвардському університеті, обидва з соціології. Його дисертація під керівництвом Натана Глейзера (голова), Деніела Белла, Девіда Рісмана та Теди Скочпол називалася «Моральне виховання в Америці, 1830—1990».
Емірбаєр навчався в Гарварді невдовзі після «революції» в аналізі соціальних мереж, а пізніше в Новій школі, разом з колегами Чарльзом Тіллі та Гаррісоном Вайтом, він відіграв ключову роль у Нью-Йоркській школі реляційної соціології. У 2015 році він став головним редактором журналу Sociological Theory («Соціологічна теорія»).

## Основний внесок
Коли Емірбаєр навчався в Новій школі соціальних досліджень, він разом зі співавтором Джеффом Гудвіном отримав премію Кліффорда Гірца 1994 року за найкращу статтю з культурної соціології за статтю «Мережевий аналіз, культура та проблема агентивності».
Натхненний дискусіями на серії міні-конференцій, організованих Гаррісоном Вайтом у Центрі Лазарсфельда, Емірбаєр почав писати систематичну заяву щодо «реляційного повороту», який, на його думку, був необхідним для соціології. У 1997 році він опублікував «Маніфест реляційної соціології» в American Journal of Sociology, який об'єднав різних соціальних теоретиків під єдиною концепцією.
Його найчастіше цитована публікація, написана разом з Енн Міше, — це їхня стаття 1998 року «Що таке агентивність?». У статті автори застосовують «реляційну прагматику», щоб продемонструвати «динамічну взаємодію» рутини, мети та судження у поясненні людської агентивності.
У 2009 році його було обрано головою секції соціологічної теорії Американської соціологічної асоціації. Також у 2009 році він отримав премію імені Льюїса А. Козера за теоретичне визначення порядку денного.
У 2014 році Емірбаєр був основним доповідачем на спеціальній конференції Центру культурної соціології Єльського університету на тему «Розвиток культурної соціології».